# Persone di nome Michail
| Questa pagina contiene informazioni ricavate automaticamente dalle voci biografiche con l'ausilio del template Bio e di un bot. L'aggiornamento è periodico e automatico e ricostruisce completamente la pagina. Se manca una persona in questa lista, sei pregato di non aggiungerla, ma accertati piuttosto che la sua voce biografica contenga il template Bio e che i dati anagrafici siano correttamente compilati. Se il template Bio manca, inseriscilo tu stesso o, in alternativa, metti l'avviso {{tmp\|Bio}} che ne segnala la mancanza. Se i dati riportati sono sbagliati, correggi direttamente la voce biografica; le modifiche saranno visibili in questa lista entro pochi giorni. Per chiarimenti vedi il progetto antroponimi. La lista contiene solo le 323 persone che sono citate nell'enciclopedia e per le quali è stato implementato correttamente il template Bio. Pagina aggiornata al 16 ott 2024. |

Questa è una lista di persone presenti nell'enciclopedia che hanno il prenome Michail, suddivise per attività principale.

## Allenatori di calcio(11)
- Michail Afanas'eŭ, allenatore di calcio e ex calciatore bielorusso (Minsk, n. 1986)
- Michail Birjukov, allenatore di calcio e ex calciatore sovietico (Orechovo-Zuevo, n. 1958)
- Michail Butusov, allenatore di calcio e calciatore sovietico (San Pietroburgo, n. 1900 - Leningrado, † 1963)
- Michail Galaktionov, allenatore di calcio russo (Mosca, n. 1984)
- Michail Gerškovič, allenatore di calcio e ex calciatore sovietico (Mosca, n. 1948)
- Michail Jakušin, allenatore di calcio e calciatore sovietico (Mosca, n. 1910 - Mosca, † 1997)
- Michail Kozlov, allenatore di calcio, calciatore e arbitro di calcio sovietico (Tver', n. 1895 - Mosca, † 1964)
- Michail Kuprijanov, allenatore di calcio e ex calciatore russo (Machačkala, n. 1973)
- Michail Marchel', allenatore di calcio e ex calciatore bielorusso (Minsk, n. 1966)
- Michail Osinov, allenatore di calcio e ex calciatore russo (Arti, n. 1975)
- Michail Viarhiejenka, allenatore di calcio, dirigente sportivo e calciatore bielorusso (Homel', n. 1950 - Minsk, † 2024)

## Allenatori di calcio a 5(1)
- Michail Bondarev, allenatore di calcio a 5 e ex calciatore russo (Mosca, n. 1957)

## Allenatori di hockey su ghiaccio(1)
- Michail Vasil'ev, allenatore di hockey su ghiaccio e ex hockeista su ghiaccio sovietico (Mosca, n. 1962)

## Alpinisti(1)
- Michail Chergiani, alpinista sovietico (Mestia, n. 1935 - cima Su alto, † 1969)

## Altisti(1)
- Michail Akimenko, altista russo (Prochladnyj, n. 1995)

## Ammiragli(3)
- Michail Koronatovič Bachirev, ammiraglio russo (Novočerkassk, n. 1868 - Pietrogrado, † 1920)
- Michail Michajlovič Golicyn, ammiraglio e diplomatico russo (n. 1684 - Mosca, † 1764)
- Michail Nikolaevič Lermontov, ammiraglio russo (n. 1792 - † 1866)

## Anarchici(1)
- Michail Bakunin, anarchico, filosofo e rivoluzionario russo (Prjamuchino, n. 1814 - Berna, † 1876)

## Archeologi(1)
- Michail Borisovič Piotrovskij, archeologo e linguista russo (Erevan, n. 1944)

## Architetti(1)
- Michail Osipovič Ėjzenštejn, architetto e ingegnere russo (San Pietroburgo, n. 1867 - Berlino, † 1920)

## Artisti marziali misti(1)
- Misha Tsirkunov, artista marziale misto canadese (Riga, n. 1987)

## Astronomi(1)
- Michail Anatol'evič Vil'ev, astronomo russo (n. 1893 - San Pietroburgo, † 1919)

## Attivisti(1)
- Michail Tolstych, attivista e militare ucraino (Ilovajs'k, n. 1980 - Donec'k, † 2017)

## Attori(10)
- Michail Astangov, attore sovietico (Varsavia, n. 1900 - Mosca, † 1965)
- Michail Sergeevič Bojarskij, attore e cantante russo (Leningrado, n. 1949)
- Michail Aleksandrovič Čechov, attore e insegnante russo (San Pietroburgo, n. 1891 - Beverly Hills, † 1955)
- Michail Deržavin, attore sovietico (n. 1903 - Mosca, † 1951)
- Michail Janšin, attore sovietico (Juchnov, n. 1902 - Mosca, † 1976)
- Michail Kuznecov, attore sovietico (Noginsk, n. 1918 - Mosca, † 1986)
- Michail Michajlovič Nazvanov, attore sovietico (Mosca, n. 1914 - Mosca, † 1964)
- Michail Semënovič Policejmako, attore russo (Mosca, n. 1976)
- Michail Ivanovič Pugovkin, attore sovietico (Rameški, n. 1923 - Mosca, † 2008)
- Michail Aleksandrovič Ul'janov, attore e politico russo (n. 1927 - Mosca, † 2007)

## Avvocati(1)
- Michail Nikolaevič Lopatin, avvocato e scrittore russo (n. 1823 - Mosca, † 1900)

## Biatleti(1)
- Michail Kočkin, ex biatleta russo (n. 1979)

## Bobbisti(1)
- Michail Mordasov, bobbista russo (n. 1995)

## Botanici(1)
- Michail Semënovič Cvet, botanico russo (Asti, n. 1872 - Voronež, † 1919)

## Calciatori(37)
- Michail Ageev, calciatore russo (Volžskij, n. 2000)
- Michail An, calciatore sovietico (Kolchoz imeni Sverdlova, n. 1952 - Dniprodzeržyns'k, † 1979)
- Michail Antonio, calciatore inglese (Wandsworth, n. 1990)
- Michail Babičaŭ, calciatore bielorusso (Pastavy, n. 1995)
- Michail Bakaev, calciatore russo (Vladikavkaz, n. 1987)
- Michail Bašilov, calciatore russo (Tomsk, n. 1993)
- Michail Jur'evič Bulgakov, calciatore sovietico (Kursk, n. 1951 - † 1984)
- Michail Erëmin, calciatore sovietico (Zelenograd, n. 1968 - Zelenograd, † 1991)
- Michail Gaščenkov, calciatore russo (Mosca, n. 1992)
- Michail Hardzjajčuk, calciatore bielorusso (Saran, n. 1989)
- Michail Ignatov, calciatore russo (Mosca, n. 2000)
- Michail Jakovlev, calciatore russo (San Pietroburgo, n. 1893 - Leningrado, † 1942)
- Michail Kazloŭ, calciatore bielorusso (Mahilëŭ, n. 1990)
- Michail Keržakov, calciatore russo (Kingisepp, n. 1987)
- Michail Kolesnikov, ex calciatore sovietico (n. 1966)
- Michail Komkov, ex calciatore russo (Krasnojarsk, n. 1984)
- Michail Kostjukov, calciatore russo (Nižnij Novgorod, n. 1991)
- Michail Kovalenko, calciatore russo (San Pietroburgo, n. 1995)
- Michail Levašov, calciatore russo (Bogorodick, n. 1991)
- Michail Lysov, ex calciatore russo (Vladimir, n. 1998)
- Michail Markin, calciatore russo (Kovylkino, n. 1993)
- Michail Merkulov, ex calciatore russo (Kamyšin, n. 1994)
- Michail Miščenko, ex calciatore russo (Iževsk, n. 1989)
- Michail Mustygin, calciatore sovietico (Kolomna, n. 1937 - † 2023)
- Michail Ogon'kov, calciatore sovietico (Mosca, n. 1932 - † 1979)
- Michail Perevalov, calciatore sovietico (Mosca, n. 1930 - Mosca, † 1995)
- Michail Rjadno, calciatore russo (Mosca, n. 2005)
- Michail Alekseevič Romanov, calciatore russo (n. 1895 - † 1961)
- Michail Ruščinskij, calciatore sovietico (Mosca, n. 1895 - Mosca, † 1942)
- Michail Semičastnyj, calciatore e allenatore di calcio sovietico (Perlovka, n. 1910 - Mosca, † 1978)
- Michail Sivakoŭ, calciatore bielorusso (Minsk, n. 1988)
- Michail Smirnov, calciatore russo (Mosca, n. 1892 - † 1957)
- Michail Sokolovskij, ex calciatore e allenatore di calcio ucraino (Slov"jans'k, n. 1951)
- Michail Tichonov, calciatore russo (Mosca, n. 1998)
- Michail Zarickij, ex calciatore russo (Leningrado, n. 1973)
- Michal Škvarka, calciatore slovacco (Martin, n. 1992)
- Michail Šybun, calciatore bielorusso (Maleč, n. 1996)

## Canoisti(2)
- Michael Kolganov, canoista israeliano (Tashkent, n. 1974)
- Michail Kuznecov, canoista russo (Nižnij Tagil, n. 1985)

## Cantanti(1)
- Michail Minskij, cantante russo (Bagaevo, n. 1948 - Zwolle, † 1988)

## Cantautori(1)
- Michail Šufutinskij, cantautore e produttore discografico russo (Mosca, n. 1948)

## Cestisti(6)
- Michail Kulagin, cestista russo (Mosca, n. 1994)
- Michail Michajlov, ex cestista e allenatore di pallacanestro russo (Čeljabinsk, n. 1971)
- Michail Misunov, ex cestista russo (Mosca, n. 1964)
- Michail Semënov, cestista sovietico (Rostov sul Don, n. 1933 - Mosca, † 2006)
- Michail Solov'ëv, ex cestista e allenatore di pallacanestro russo (Kalinin, n. 1973)
- Michail Studeneckij, cestista sovietico (Mosca, n. 1934 - † 2021)

## Ciclisti su strada(1)
- Michail Ignat'ev, ex ciclista su strada e pistard russo (Leningrado, n. 1985)

## Circensi(1)
- Karandaš, circense sovietico (San Pietroburgo, n. 1901 - Mosca, † 1983)

## Compositori(5)
- Michail Ivanovič Glinka, compositore russo (Novospasskoe, n. 1804 - Berlino, † 1857)
- Michail Fabianovič Gnesin, compositore russo (Rostov sul Don, n. 1883 - Mosca, † 1957)
- Michail Michajlovič Ippolitov-Ivanov, compositore russo (Gatčina, n. 1859 - Mosca, † 1935)
- Michail Nicolaevič Savojarov, compositore, cantante e poeta russo (Mosca, n. 1876 - Mosca, † 1941)
- Michail Matveevič Sokolovskij, compositore, direttore d'orchestra e violinista russo (n. 1756 - † 1795)

## Compositori di scacchi(1)
- Michail Barulin, compositore di scacchi sovietico (Mosca, n. 1897 - Mosca, † 1943)

## Cosmonauti(2)
- Michail Kornienko, cosmonauta e ingegnere russo (Syzran', n. 1960)
- Michail Vladislavovič Tjurin, cosmonauta russo (Kolomna, n. 1960)

## Danzatori(2)
- Michail Baryšnikov, ballerino, coreografo e attore sovietico (Riga, n. 1948)
- Michail Lobuchin, danzatore russo (Leningrado, n. 1984)

## Diplomatici(2)
- Michail Ivanovič Daškov, diplomatico russo (n. 1736 - Mosca, † 1764)
- Michail Fëdorovič Orlov, diplomatico e militare russo (Mosca, n. 1788 - Mosca, † 1842)

## Direttori d'orchestra(1)
- Michail Romanovič Bakalejnikov, direttore d'orchestra e compositore russo (Mosca, n. 1890 - Los Angeles, † 1960)

## Direttori della fotografia(2)
- Michail Drujan, direttore della fotografia sovietico (Char'kov, n. 1911 - Mosca, † 2000)
- Michail Kričman, direttore della fotografia russo (Mosca, n. 1967)

## Drammaturghi(2)
- Michail Davydovič Vol'pin, drammaturgo, poeta e sceneggiatore sovietico (Mogilëv, n. 1902 - Mosca, † 1988)
- Michail Nikolaevič Zagoskin, drammaturgo e scrittore russo (n. 1789 - Mosca, † 1852)

## Esploratori(3)
- Michail Petrovič Lazarev, esploratore e ammiraglio russo (n. 1788 - † 1851)
- Michail Michajlovič Somov, esploratore e oceanografo russo (Mosca, n. 1908 - Leningrado, † 1973)
- Michail Staduchin, esploratore russo (Pinega - † 1666)

## Filosofi(1)
- Michail Michajlovič Bachtin, filosofo e critico letterario russo (Orël, n. 1895 - Mosca, † 1975)

## Fondisti(4)
- Michail Botvinov, ex fondista russo (Lidinka, n. 1967)
- Michail Devjat'jarov, fondista russo (Čusovoj, n. 1959)
- Michail Devjat'jarov, ex fondista russo (Čusovoj, n. 1985)
- Michail Ivanov, ex fondista russo (Ostrov, n. 1977)

## Funzionari(1)
- Michail Petrovič Barataev, funzionario, numismatico e nobile russo (Simbirsk, n. 1784 - Simbirsk, † 1856)

## Generali(28)
- Michail Vasil'evič Alekseev, generale russo (Tver', n. 1857 - Ekaterinodar, † 1918)
- Michail Andreevič Belosel'skij-Belozerskij, generale russo (n. 1702 - San Pietroburgo, † 1755)
- Michail Grigor'evič Černjaev, generale russo (Bender, n. 1828 - Tubiški, † 1898)
- Michail Semënovič Chozin, generale sovietico (Skačicha, n. 1896 - Mosca, † 1979)
- Michail Petrovič Dolgorukov, generale e nobile russo (n. 1780 - Iisalmi, † 1808)
- Michail Ivanovič Dragomirov, generale, insegnante e scrittore russo (Konotop, n. 1830 - Konotop, † 1905)
- Michail Grigor'evič Efremov, generale sovietico (Tarusa, n. 1897 - Vjaz'ma, † 1942)
- Michail Michajlovič Golicyn, generale russo (Mosca, n. 1840 - Pietrogrado, † 1918)
- Michail Dmitrievič Gorčakov, generale russo (n. 1793 - Varsavia, † 1861)
- Michail Pavlovič Grabbe, generale russo (San Pietroburgo, n. 1834 - Kars, † 1877)
- Michail Fedotovič Kamenskij, generale russo (n. 1738 - † 1809)
- Michail Efimovič Katukov, generale sovietico (Bol'šoe Uvarovo, n. 1900 - Mosca, † 1976)
- Michail Petrovič Kirponos, generale sovietico (Nižyn, n. 1892 - Lochvycja, † 1941)
- Michail Prokof'evič Kovalëv, generale sovietico (Brjuchoveckij rajon, n. 1897 - Leningrado, † 1967)
- Michail Illarionovič Kutuzov, generale russo (San Pietroburgo, n. 1745 - Bunzlau, † 1813)
- Michail Michajlovič Kuznecov, generale russo (n. 1791 - Pjatigorsk, † 1856)
- Michail Andreevič Miloradovič, generale russo (San Pietroburgo, n. 1771 - San Pietroburgo, † 1825)
- Michail Mizincev, generale e mercenario russo (Averinskaja, n. 1962)
- Michail Vasil'evič Paškov, generale russo (Mosca, n. 1802 - Parigi, † 1863)
- Michail Michajlovič Pleškov, generale russo (Nikolaevskaja, n. 1856 - Harbin, † 1927)
- Michail Nikolaevič Raevskij, generale russo (Kerč', n. 1841 - Sebastopoli, † 1893)
- Michail Rumjancev-Zadunajskij, generale russo (Mosca, n. 1751 - Caucaso, † 1811)
- Michail Borisovič Šein, generale russo (Mosca - Mosca, † 1634)
- Michail Dmitrievič Skobelev, generale russo (San Pietroburgo, n. 1843 - Mosca, † 1882)
- Michail Šumilov, generale sovietico (Verchnetečenskoe, n. 1895 - Mosca, † 1975)
- Michail Nikolaevič Tuchačevskij, generale sovietico (Smolensk, n. 1893 - Mosca, † 1937)
- Michail Semënovič Voroncov, generale russo (San Pietroburgo, n. 1782 - Odessa, † 1856)
- Michail Zasulič, generale russo (n. 1843 - † 1910)

## Ginnasti(3)
- Michail Perl'man, ginnasta sovietico (Mosca, n. 1923 - † 2002)
- Michail Voronin, ginnasta sovietico (Mosca, n. 1945 - Mosca, † 2004)
- Michail Zalomin, ginnasta russo (Sarov, n. 1992)

## Giocatori di calcio a 5(2)
- Michail Koščeev, ex giocatore di calcio a 5 russo (n. 1967)
- Michail Markin, ex giocatore di calcio a 5 russo (Mosca, n. 1971)

## Gioiellieri(1)
- Michail Evlamp'evič Perchin, gioielliere russo (Petrozavodsk, n. 1860 - San Pietroburgo, † 1903)

## Giornalisti(1)
- Michail Nikiforovič Katkov, giornalista russo (Mosca, n. 1818 - Znamenskoe-Sadki, † 1887)

## Hockeisti su ghiaccio(3)
- Michail Balandin, hockeista su ghiaccio russo (Lipeck, n. 1980 - Jaroslavl', † 2011)
- Michail Byčkov, hockeista su ghiaccio sovietico (Ljubercy, n. 1926 - Mosca, † 1997)
- Michail Štalenkov, ex hockeista su ghiaccio russo (Mosca, n. 1965)

## Imprenditori(4)
- Michail Borisovič Chodorkovskij, imprenditore russo (Mosca, n. 1963)
- Michail Fridman, imprenditore russo (Leopoli, n. 1964)
- Michail Guceriev, imprenditore russo (Akmolinsk, n. 1958)
- Michail Prochorov, imprenditore e politico russo (Mosca, n. 1965)

## Ingegneri(8)
- Michail Samuilovič Agurskij, ingegnere sovietico (Mosca, n. 1933 - Mosca, † 1991)
- Michail Ivanovič Brusnev, ingegnere e esploratore russo (n. 1864 - Leningrado, † 1937)
- Michail Dolivo-Dobrovol'skij, ingegnere e inventore russo (Gatčina, n. 1862 - Heidelberg, † 1919)
- Michail Iosifovič Gurevič, ingegnere aeronautico sovietico (Rubanščina, n. 1893 - Leningrado, † 1976)
- Michail Kuz'mič Jangel', ingegnere sovietico (Irkutsk, n. 1911 - Mosca, † 1971)
- Michail Nikolaevič Loginov, ingegnere e progettista sovietico (Starickij rajon, n. 1903 - Mischor, † 1940)
- Michail Leont'evič Mil', ingegnere aeronautico sovietico (Irkutsk, n. 1909 - Mosca, † 1970)
- Michail Klavdievič Tichonravov, ingegnere sovietico (Vladimir, n. 1900 - † 1974)

## Judoka(1)
- Michail Igol'nikov, judoka russo (Tuapse, n. 1996)

## Linguisti(1)
- Michail Vasil'evič Butaševič-Petraševskij, linguista, giornalista e attivista russo (San Pietroburgo, n. 1821 - Minusinsk, † 1866)

## Lottatori(2)
- Michail Mamiašvili, ex lottatore e dirigente sportivo russo (Konotop, n. 1963)
- Michail Sjamënaŭ, lottatore bielorusso (Minsk, n. 1984)

## Marciatori(3)
- Michail Chmjal'nicki, ex marciatore bielorusso (n. 1969)
- Michail Ryžov, marciatore russo (n. 1991)
- Michail Ščennikov, ex marciatore russo (Sverdlovsk, n. 1967)

## Martellisti(1)
- Michail Krivonosov, martellista sovietico (Kričev, n. 1929 - Kričev, † 1994)

## Matematici(4)
- Michail Leonidovič Gromov, matematico russo (Boksitogorsk, n. 1943)
- Michail Alekseevič Lavrent'ev, matematico sovietico (Kazan', n. 1900 - Mosca, † 1980)
- Michail Ostrogradskij, matematico e fisico russo (Pašenivka, n. 1801 - Poltava, † 1862)
- Michail Jakovlevič Suslin, matematico russo (Krasavka, n. 1894 - Mosca, † 1919)

## Medici(1)
- Michail Muraško, medico e politico russo (Sverdlovsk, n. 1967)

## Mercanti(1)
- Michail Kantakouzenos, mercante e politico greco (n. 1510 - † 1578)

## Militari(16)
- Michail Baranov, militare e aviatore sovietico (Gornye, n. 1921 - Kotel'nikovo, † 1943)
- Michail Alekseevič Egorov, militare sovietico (Smolensk, n. 1923 - Demidovskij rajon, † 1975)
- Michail Glinskij, militare lituano (n. 1470 - † 1534)
- Michail Fëdorovič Golicyn, ufficiale russo (Mosca, n. 1800 - Mosca, † 1873)
- Michail Michajlovič Golicyn, ufficiale russo (Mosca, n. 1675 - † 1730)
- Michail Michajlovič Golicyn, ufficiale russo (Mosca, n. 1731 - Mosca, † 1804)
- Michail Timofeevič Kalašnikov, militare, ingegnere e progettista sovietico (Kur'ja, n. 1919 - Iževsk, † 2013)
- Michail Viktorovič Kočubej, ufficiale russo (San Pietroburgo, n. 1816 - Kiev, † 1874)
- Michail Ivanovič Leont'ev, ufficiale russo (n. 1672 - † 1752)
- Michail Michajlovič Naryškin, ufficiale russo (Mosca, n. 1798 - Mosca, † 1863)
- Michail Vasil'evič Pevcov, militare e esploratore russo (Novgorod, n. 1843 - San Pietroburgo, † 1902)
- Michail Pomorcev, militare, ingegnere e meteorologo russo (Parfinskij rajon, n. 1851 - Pietrogrado, † 1916)
- Michail Dmitrievič Teben'kov, militare, esploratore e oceanografo russo (n. 1802 - San Pietroburgo, † 1872)
- Michael Johann von Traubenberg, militare russo (Riga, n. 1722 - San Pietroburgo, † 1772)
- Michail Dmitrievič Velikanov, militare sovietico (n. 1892 - † 1938)
- Michail Nikolaevič Zacharov, militare sovietico (San Pietroburgo, n. 1912 - Leningrado, † 1978)

## Musicisti(1)
- Michail Vasil'evič Matjušin, musicista e pittore russo (Nižnij Novgorod, n. 1861 - Leningrado, † 1934)

## Navigatori(1)
- Michail Dmitrievič Levašov, navigatore e esploratore russo (n. 1738)

## Nobili(8)
- Michail II di Tver', nobile russo (Pskov, n. 1333 - Tver', † 1399)
- Michail di Vladimir, nobile russo (Pereslavl'-Zalesskij, n. 1229 - † 1249)
- Michail Aleksandrovič Romanov, nobile russo (San Pietroburgo, n. 1878 - Perm', † 1918)
- Michail Nikolaevič Romanov, nobile russo (Peterhof, n. 1832 - Cannes, † 1909)
- Michail Pavlovič Romanov, nobile russo (San Pietroburgo, n. 1798 - Varsavia, † 1849)
- Michail Michajlovič Romanov, nobile russo (Peterhof, n. 1861 - Londra, † 1929)
- Michail Skopin-Šujskij, nobile e militare russo (n. 1586 - Mosca, † 1610)
- Michail Sergeevič Volkonskij, nobile e politico russo (Petrovsk Zabaykalsky, n. 1832 - Roma, † 1909)

## Nuotatori(4)
- Michail Chrjukin, ex nuotatore sovietico (Voronež, n. 1955)
- Michail Dovgaljuk, nuotatore russo (Mosca, n. 1995)
- Michail Poliščuk, nuotatore russo (Mosca, n. 1989)
- Michail Vekoviščev, nuotatore russo (Obninsk, n. 1998)

## Pallamanisti(1)
- Michail Čipurin, ex pallamanista russo (Mosca, n. 1980)

## Pallanuotisti(2)
- Michail Ivanov, ex pallanuotista sovietico (Mosca, n. 1958)
- Michail Ryžak, pallanuotista sovietico (Charkiv, n. 1927 - Mosca, † 2003)

## Pallavolisti(1)
- Michail Pimenov, pallavolista e allenatore di pallavolo sovietico (Lyskovo, n. 1920 - Kiev, † 2005)

## Pattinatori artistici su ghiaccio(1)
- Michail Koljada, pattinatore artistico su ghiaccio russo (San Pietroburgo, n. 1995)

## Pentatleti(1)
- Michail Prakapenka, pentatleta bielorusso (n. 1982)

## Pianisti(2)
- Michail Pletnëv, pianista e direttore d'orchestra russo (Arcangelo, n. 1957)
- Michail Šechtman, pianista e direttore d'orchestra russo (Mosca, n. 1989)

## Piloti automobilistici(1)
- Michail Alëšin, pilota automobilistico russo (Mosca, n. 1987)

## Pistard(1)
- Michail Jakovlev, pistard russo (Mosca, n. 2000)

## Pittori(3)
- Michail Ivanovič Lebedev, pittore russo (Tartu, n. 1811 - Napoli, † 1837)
- Michail Vasil'evič Nesterov, pittore russo (Ufa, n. 1862 - Mosca, † 1942)
- Michail Aleksandrovič Vrubel', pittore russo (Omsk, n. 1856 - San Pietroburgo, † 1910)

## Poeti(4)
- Michail Aleksandrovič Dudin, poeta e scrittore russo (Klevnevo, n. 1916 - † 1993)
- Michail Gerasimov, poeta russo (n. 1889 - † 1937)
- Michail Jur'evič Lermontov, poeta, drammaturgo e pittore russo (Mosca, n. 1814 - Pjatigorsk, † 1841)
- Michail Larionovič Michajlov, poeta, scrittore e traduttore russo (Ufa, n. 1829 - Kadaja, † 1865)

## Politici(25)
- Michail Markovič Borodin, politico e giornalista sovietico (Janavičy, n. 1884 - Irkutsk, † 1951)
- Michail Ivanovič Chilkov, politico e principe russo (Tver, n. 1834 - San Pietroburgo, † 1909)
- Michail Čyhir, politico bielorusso (Usovo, n. 1948)
- Michail Efimovič Fradkov, politico e economista russo (Kurumoč, n. 1950)
- Michail Andreevič Golicyn, politico russo (n. 1639 - Belgrado, † 1687)
- Michail Gorbačëv, politico sovietico (Privol'noe, n. 1931 - Mosca, † 2022)
- Michail Ivanovič Kalinin, politico e rivoluzionario sovietico (Verčnjaja Troica, n. 1875 - Mosca, † 1946)
- Michail Michajlovič Kas'janov, politico russo (Mosca, n. 1957)
- Michail Lesin, politico russo (Mosca, n. 1958 - Washington, † 2015)
- Michail Liber, politico russo (Vilnius, n. 1880 - Alma Ata, † 1937)
- Michail Tarielovič Loris-Melikov, politico e generale russo (Tiflis, n. 1826 - Nizza, † 1888)
- Michail Matkovskij, politico russo (San Pietroburgo, n. 1903 - Mago, † 1968)
- Michail Vladimirovič Mišustin, politico e economista russo (Lobnja, n. 1966)
- Michail Mjasnikovič, politico bielorusso (Hrodna, n. 1950)
- Michail Nikolaevič Murav'ëv, politico e diplomatico russo (Grodno, n. 1845 - San Pietroburgo, † 1900)
- Michail Georgievič Pervuchin, politico e ingegnere sovietico (Jurjuzan', n. 1904 - Mosca, † 1978)
- Michail Razvožaev, politico russo (Krasnojarsk, n. 1980)
- Michail Dmitrievič Rjumin, politico sovietico (n. 1913 - † 1953)
- Michail Ivanovič Rodionov, politico sovietico (Ratunino, n. 1907 - Leningrado, † 1950)
- Michail Vladimirovič Rodzjanko, politico russo (Popasnoe, n. 1859 - Novo Miloševo, † 1924)
- Michail Michajlovič Ščerbatov, politico e storico russo (Mosca, n. 1733 - San Pietroburgo, † 1790)
- Michail Michajlovič Speranskij, politico russo (Čerkutino, n. 1772 - San Pietroburgo, † 1839)
- Michail Andreevič Suslov, politico sovietico (Šachovskoj, n. 1902 - Mosca, † 1982)
- Michail Fëdorovič Vladimirskij, politico russo (Arzamas, n. 1874 - Mosca, † 1951)
- Michail Illarionovič Voroncov, politico russo (Minsk, n. 1714 - Mosca, † 1767)

## Principi(2)
- Michail III di Tver', principe (Tver', n. 1453 - Granducato di Lituania, † 1505)
- Michail Jaroslavič, principe russo (Vladimir, n. 1271 - Saraj, † 1318)

## Pugili(1)
- Michail Alojan, pugile russo (Karmiravan, n. 1988)

## Registi(13)
- Michail Sinaevič Bogin, regista sovietico (Charkiv, n. 1936)
- Michail Čiaureli, regista cinematografico e scrittore sovietico (Tbilisi, n. 1894 - † 1974)
- Michail Iosifovič Dubson, regista cinematografico sovietico (Smolensk, n. 1899 - Leningrado, † 1961)
- Michail Ivanovič Eršov, regista sovietico (n. 1924 - San Pietroburgo, † 2004)
- Michail Iosifovič Juzovskij, regista sovietico (Mosca, n. 1940 - Mosca, † 2016)
- Michail Naumovič Kalik, regista sovietico (Arcangelo, n. 1927 - Gerusalemme, † 2017)
- Michail Il'ič Romm, regista, sceneggiatore e docente sovietico (Irkutsk, n. 1901 - Mosca, † 1971)
- Michail Segal, regista russo (Orël, n. 1974)
- Michail Tumanišvili, regista sovietico (Mosca, n. 1935 - Mosca, † 2010)
- Michail Evgen'evič Verner, regista cinematografico russo (n. 1881 - † 1941)
- Michail Isaakovič Šamkovič, regista sovietico (Taganrog, n. 1908)
- Michail Abramovič Švejcer, regista cinematografico sovietico (Perm', n. 1920 - Mosca, † 2000)
- Michail Žarov, regista cinematografico e attore sovietico (Mosca, n. 1899 - Mosca, † 1981)

## Rivoluzionari(6)
- Michail Pavlovič Bestužev-Rjumin, rivoluzionario russo (Kudrëški, n. 1801 - San Pietroburgo, † 1826)
- Michail Vasil'evič Frunze, rivoluzionario e militare sovietico (Biškek, n. 1885 - Mosca, † 1925)
- Michail Fëdorovič Gračevskij, rivoluzionario russo (Berezovo, n. 1849 - San Pietroburgo, † 1887)
- Jurij Larin, rivoluzionario, politico e economista russo (Sinferopoli, n. 1882 - Mosca, † 1932)
- Michail Vasil'evič Novorusskij, rivoluzionario russo (Novaja Russa, n. 1861 - Leningrado, † 1925)
- Michail Nikolaevič Trigoni, rivoluzionario russo (Sebastopoli, n. 1850 - Balaklava, † 1917)

## Saltatori con gli sci(1)
- Michail Nazarov, saltatore con gli sci russo (Mosca, n. 1994)

## Scacchisti(8)
- Michail Antipov, scacchista russo (Mosca, n. 1997)
- Michail Botvinnik, scacchista e ingegnere sovietico (Kuokkala, n. 1911 - Mosca, † 1995)
- Michail Ivanovič Čigorin, scacchista russo (Gatčina, n. 1850 - Lublino, † 1908)
- Michail Naumovič Gurevič, scacchista turco (Kharkov, n. 1959)
- Michail Kobalija, scacchista russo (Mosca, n. 1978)
- Michail Krasenkov, scacchista polacco (Mosca, n. 1963)
- Michail Tal', scacchista sovietico (Riga, n. 1936 - Mosca, † 1992)
- Michail Umanskij, scacchista russo (Stavropol', n. 1952 - Augusta, † 2010)

## Sceneggiatori(1)
- Michail Konstantinovič Kalatozov, sceneggiatore, regista e direttore della fotografia sovietico (Tbilisi, n. 1903 - Mosca, † 1973)

## Schermidori(2)
- Michail Burcev, schermidore sovietico (Mosca, n. 1956 - Mosca, † 2015)
- Michail Tiško, ex schermidore sovietico (n. 1959)

## Scienziati(1)
- Michail Vasil'evič Lomonosov, scienziato e linguista russo (Denisovka, n. 1711 - San Pietroburgo, † 1765)

## Scrittori(14)
- Michail Arcybašev, scrittore russo (Charkiv, n. 1878 - Varsavia, † 1927)
- Michail Afanas'evič Bulgakov, scrittore e drammaturgo russo (Kiev, n. 1891 - Mosca, † 1940)
- Michail Matveevič Cheraskov, scrittore russo (Perejaslav, n. 1733 - Mosca, † 1807)
- Michail Dmitrievič Čulkov, scrittore russo (San Pietroburgo, n. 1743 - San Pietroburgo, † 1793)
- Michail Elizarov, scrittore russo (Ivano-Frankivs'k, n. 1973)
- Michail Efimovič Kol'cov, scrittore russo (Kiev, n. 1898 - † 1940)
- Michail Nikolaevič Kuraev, scrittore e sceneggiatore russo (Leningrado, n. 1939)
- Michail Alekseevič Kuzmin, scrittore, compositore e poeta russo (n. 1872 - † 1936)
- Michail Andreevič Osorgin, scrittore, giornalista e saggista russo (Perm', n. 1878 - Chabris, † 1942)
- Michail Michajlovič Prišvin, scrittore russo (Chruščëvo presso Orël, n. 1873 - Mosca, † 1954)
- Michail Evgrafovič Saltykov-Ščedrin, scrittore e giornalista russo (Spas-Ugol, n. 1826 - San Pietroburgo, † 1889)
- Michail Pavlovič Šiškin, scrittore russo (Mosca, n. 1961)
- Michail Aleksandrovič Šolochov, scrittore e politico sovietico (Kružilin, n. 1905 - Vëšenskaja, † 1984)
- Michail Michajlovič Zoščenko, scrittore russo (San Pietroburgo, n. 1894 - Leningrado, † 1958)

## Scultori(1)
- Michail Osipovič Mikešin, scultore e artista russo (Governatorato di Smolensk, n. 1835 - San Pietroburgo, † 1896)

## Siepisti(1)
- Michail Želev, siepista bulgaro (Sliven, n. 1943 - † 2021)

## Sindacalisti(1)
- Michail Pavlovič Tomskij, sindacalista e rivoluzionario sovietico (Kolpino, n. 1880 - Korolëv, † 1936)

## Sociologi(1)
- Michail Ochitovič, sociologo, economista e architetto sovietico (San Pietroburgo, n. 1896 - Mosca, † 1937)

## Sovrani(1)
- Michele di Russia, sovrano (Mosca, n. 1596 - Mosca, † 1645)

## Storici(5)
- Michail Osipovič Geršenzon, storico e critico letterario russo (Chișinău, n. 1869 - Mosca, † 1925)
- Michail Petrovič Pogodin, storico e giornalista russo (Mosca, n. 1800 - Mosca, † 1875)
- Michail Nikolaevič Pokrovskij, storico e funzionario sovietico (Mosca, n. 1868 - Mosca, † 1932)
- Michail Ivanovič Rostovcev, storico russo (Žytomyr, n. 1870 - New Haven, † 1952)
- Michail Matveevič Stasjulevič, storico e giornalista russo (San Pietroburgo, n. 1826 - San Pietroburgo, † 1911)

## Storici dell'arte(1)
- Michail Alpatov, storico dell'arte russo (Mosca, n. 1902 - Mosca, † 1986)

## Taekwondoka(2)
- Michail Artamonov, taekwondoka russo (San Pietroburgo, n. 1997)
- Michail Mouroutsos, taekwondoka greco (Atene, n. 1980)

## Tennisti(5)
- Michail Elgin, tennista russo (Leningrado, n. 1981)
- Michail Južnyj, ex tennista e allenatore di tennis russo (Mosca, n. 1982)
- Michail Kukuškin, tennista russo (Volgograd, n. 1987)
- Michail Pervolarakis, tennista cipriota (Limassol, n. 1996)
- Miša Zverev, tennista tedesco (Mosca, n. 1987)

## Tiratori a segno(1)
- Michail Nestruev, tiratore a segno russo (Mosca, n. 1968)

## Velocisti(1)
- Michail Linge, velocista sovietico (Kaluga, n. 1958 - Mosca, † 1994)

## Violinisti(2)
- Michail Vajman, violinista e docente sovietico (Novyj Buh, n. 1926 - Leningrado, † 1977)
- Michail Zacharevič, violinista e docente russo (Ostroh, n. 1876 - Londra, † 1953)

## Violoncellisti(1)
- Michail Evseevič Bukinik, violoncellista, compositore e critico musicale ucraino (Dubno, n. 1872 - † 1947)

## Zoologi(1)
- Michail Aleksandrovič Menzbir, zoologo russo (Tula, n. 1855 - Mosca, † 1935)

## Senza attività specificata(1)
- Michail Lavrovskij, ex ballerino, coreografo e direttore artistico sovietico (Tbilisi, n. 1941)